# PCGF6
PCGF6‏ (Polycomb group ring finger 6) هوَ بروتين يُشَفر بواسطة جين PCGF6 في الإنسان.